# Ас-Сольх, Рашид
Рашид ас-Сольх (араб. رشيد الصلح‎; 22 июня 1926 — 27 июня 2014) — ливанский государственный деятель, премьер-министр Ливана (1974—1975, 1992).

## Биография
Принадлежал к одной из самых влиятельных суннитских мусульманских семей в стране, Ас-Сольх. Воспитывался в семье бывшего премьер-министра Ливана Сами ас-Сольха. Окончил юридический факультет Университета Святого Иосифа. Работал адвокатом и судьей.
В 1960 году был впервые избран в Национальное собрание от Бейрута. Считался умеренным политиком, защищавшим интересы рабочего класса и тесно сотрудничавшим с Камалем Джумблатом.
В 1974—1975 годах — премьер-министр Ливана. Ушёл в отставку спустя несколько недель после начала Гражданской войны в Ливане. Перед уходом в отставку выступил с осуждением характерной для Ливана того времени административной коррупции и кумовства. Он заявил, что без кардинальной реформы всей политической системы страна погрузится в хаос и распадётся.
После окончания войны в мае 1992 года был вновь назначен на должность главы правительства, главной задачей которого было проведение парламентских выборов. Однако вследствие того, что христианская община их бойкотировала в октябре того же года ушел в отставку. Подвергался критике за просирийскую политику. На выборах возглавляемый им список в Бейруте потерпел значимую неудачу. И хотя он сам был избран в парламент, однако не один из остальных суннитов из списка не был избран.
В 1996 году принял решение об уходе из политики.
Умер 27 июня 2014 года в возрасте 88 лет.